# Anders Blauenfeldt
Anders Blauenfeldt (født 27. september 1972) var 2016-2020 en del af direktionen i TV 2 Danmark. Fra 2014 - 2021 har han tillige siddet i bestyrelsen for Det Danske Klasselotteri A/S.
Anders Blauenfeldt forlod rollen som digital direktør for TV 2 den 1. februar 2020.

## Baggrund og uddannelse
Han er født den 27. september 1972. Han er uddannet cand.polyt. fra Danmarks Tekniske Universitet og har en Master fra University of Westminster. Han blev i 2020 optaget i den Blå bog .

## Erhvervskarriere
Fra 2006-2014 var han en del af ledelsen i YouSee og fra 2014-2016 var han en del af ledelsen bag e-bogstjenesten Mofibo. Fra 2016-2020 del af direktionen i TV 2 med ansvar for Digital og Teknik. I 1999 stod han med støtte fra Forskningsministeret bag den, på det tidspunkt, største undersøgelse af danskernes internetvaner. Samme år var han med i etableringen af startup-virksomheden dipcard.com, som dog lukkede igen i 2002. Siden 2021 teknologidirektør i Verisure Group baseret i Malmö. 

## Personlige forhold
Han er gift med Camilla Blauenfeldt og parret har tre børn.